# Hess Cycling Team
Hess Cycling Team is een internationale wielerploeg voor vrouwen die vanaf 2023 deel uitmaakt van het peloton. In 2023 had het team een Luxemburgse licentie, in 2024 een Britse.

## Ploeg 2024

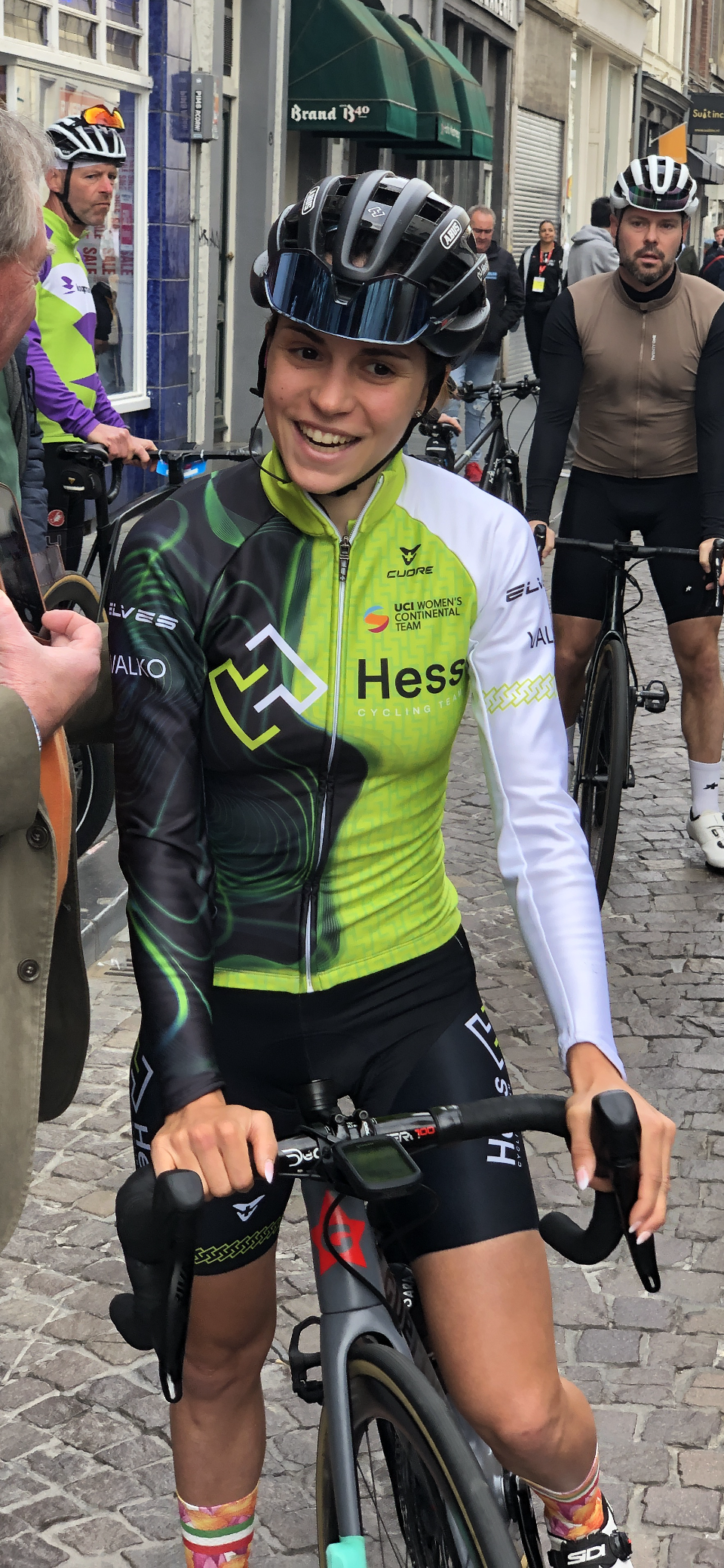
Sara Casasola in 2024.

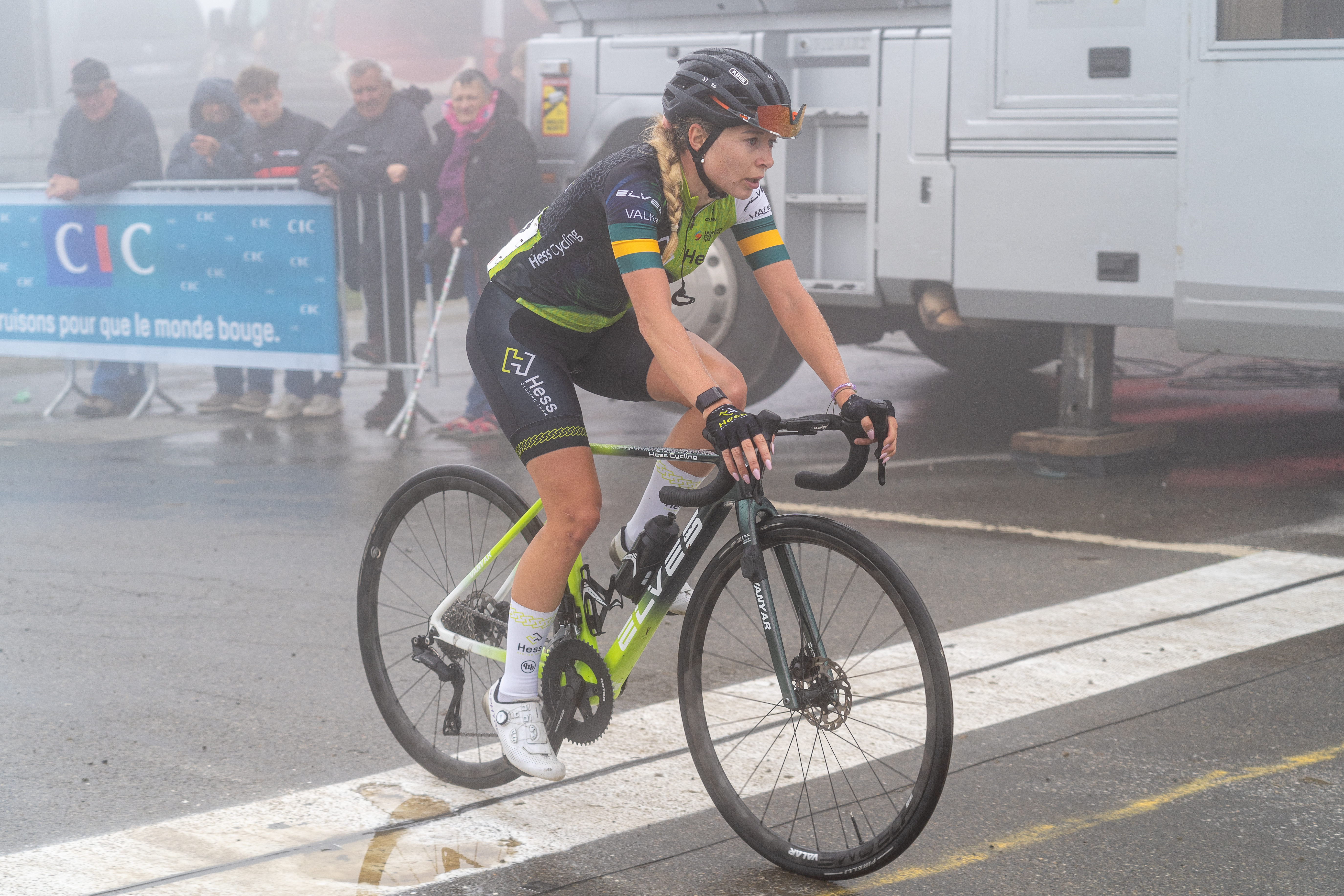
Nicole Frain in de Tour de Pyrénées 2024.

| Naam                    | Nationaliteit       | Geboortedatum | Vorige ploeg                  |
| ----------------------- | ------------------- | ------------- | ----------------------------- |
| Sara Casasola           | Italië              | 29-11-1999    | Born To Win                   |
| Rotem Gafinovitz        | Israël              | 09-06-1992    | Roland Cogeas Edelweiss Squad |
| Marjolein van 't Geloof | Nederland           | 27-03-1996    | Human Powered Health          |
| Laura Süßemilch         | Duitsland           | 23-02-1997    | Fenix-Deceuninck Continental  |
| Nicole Frain            | Australië           | 24-08-1992    | Parkhotel Valkenburg          |
| Clara Lundmark          | Zweden              | 04-04-1999    | GT Krush Rebel Lease          |
| Txell Claret            | Spanje              | 13-03-2001    |                               |
| Imogen Cotter*          | Ierland             | 05-07-1993    | Fenix-Deceuninck Continental  |
| Liv Wenzel              | Luxemburg           | 08-01-2004    |                               |
| Annika Liehner          | Zwitserland         | 05-11-2002    |                               |
| Johanna Martini         | Oostenrijk          | 27-12-2004    |                               |
| Grace Lister            | Verenigd Koninkrijk | 27-05-2004    | DAS-Handsling                 |
| Alice McWilliam         | Verenigd Koninkrijk | 23-07-1995    |                               |
| Holly Ramsey            | Verenigd Koninkrijk | 04-12-2005    | Tofauti Everyone Active       |

* tot 15 april 2024.

## Overwinningen
2023
 Israëlisch kampioen tijdrijden, Rotem Gafinovitz
2024
 Israëlisch kampioen tijdrijden, Rotem Gafinovitz
 Israëlisch kampioen op de weg, Rotem Gafinovitz